# 扇動

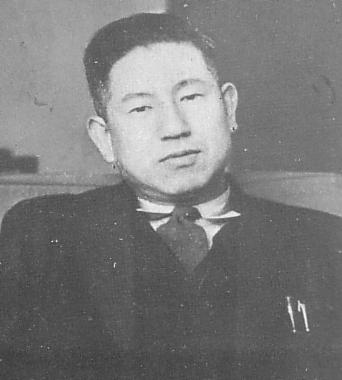
ソ連のスパイ・扇動者、尾崎秀実。彼の扇動が日中全面戦争や太平洋戦争の一因となり、日本だけで約310万人が犠牲となった。

扇動（せんどう）とは、大衆の前で演説などをすることによって、人々の感情を高ぶらせ、意見を変更させたり、特定の行動を起こすように誘導することをいう。煽動（）とも表記される。英語のアジテーション（agitation）を略して『アジ』と言うこともある。視覚よりも聴覚を利用する方が効果的であるとされ、マスメディアを利用して動画や音声を放送する手法が用いられる。似たような概念としては、教育及び宣伝が挙げられる。

## 海外における扇動
国によっては扇動を行うことそのものが犯罪行為に該当する場合があり、ドイツには民衆扇動罪という罪が存在する。歴史上では、極めて大きな異質な団体などが出現したのは、一人の特質なカリスマ性を持った指導者が大衆を扇動したことが最大の原因であったという例がしばしば存在する。
また、ロシアの革命家ウラジーミル・レーニンの著作から、政治的宣伝や大衆を政治行動に動員する記述を含んだ論文や著述を、日本共産党中央委員会宣伝部がレーニン全集から選択・編集して「宣伝・扇動」と名付けて出版した国民文庫があるほか、東方勤労者共産大学のカリキュラムにはプロパガンダや革命戦術も含まれていた。これだけでなく、社会主義国（ソ連・北朝鮮など）の指導政党には「宣伝扇動局」という部門がある。

## 日本

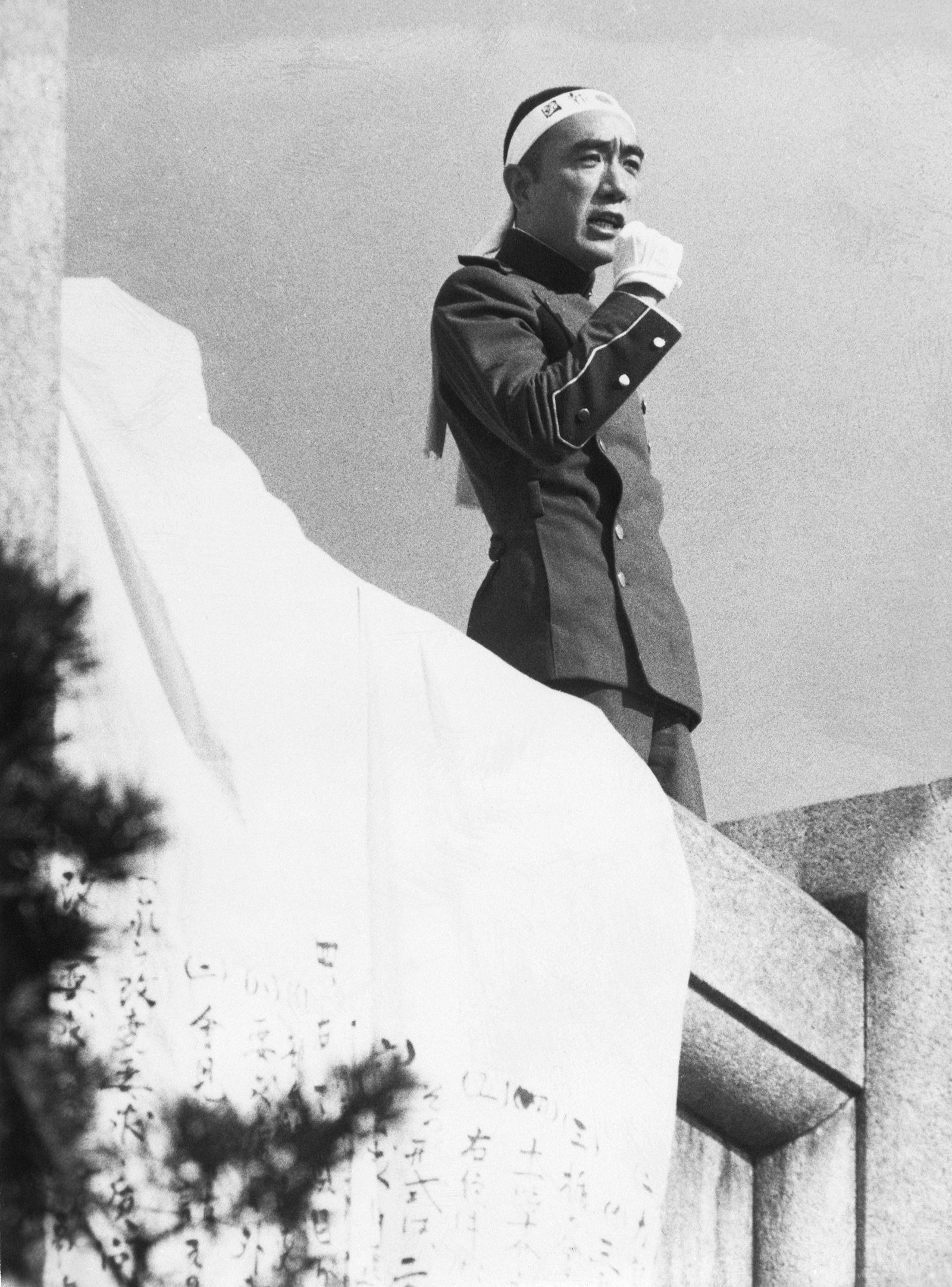
三島事件において、自衛官らの扇動を試みる三島由紀夫。彼の試みは失敗した。

日本の法律では煽動について「他人に犯罪その他の違法行為をなさしめるよう刺激を与える行為」と定義され、煽動罪として以下のものが規定されている。
- 爆発物使用煽動罪（爆発物取締罰則第4条）
- 納税妨害煽動罪（国税通則法第126条第1項・地方税法第21条）
- 選挙犯罪煽動罪（公職選挙法第234条）
- 薬物犯罪煽動罪（国際的な協力の下に規制薬物に係る不正行為を助長する行為等の防止を図るための麻薬及び向精神薬取締法等の特例等に関する法律（麻薬特例法）第9条）
- 内乱煽動罪（破壊活動防止法第38条第1項）
- 外患煽動罪（破壊活動防止法第38条第1項）
- 政治目的放火煽動罪（破壊活動防止法第39条）
- 政治目的激発物破裂煽動罪（破壊活動防止法第39条）
- 政治目的汽車転覆等煽動罪（破壊活動防止法第39条）
- 政治目的殺人煽動罪（破壊活動防止法第39条）
- 政治目的強盗煽動罪（破壊活動防止法第39条）
- 政治目的騒乱煽動罪（破壊活動防止法第40条）
- 政治目的往来危険煽動罪（破壊活動防止法第40条）
- 公務員等争議行為等煽動罪（国家公務員法第110条・地方公務員法第61条・自衛隊法第64条・国会職員法第18条の2第3項・裁判所職員臨時措置法・行政執行法人労働関係法第17条第1項・地方公営企業等労働関係法第11条第1項）
- 義務教育諸学校特定政党等支持等教育煽動罪（義務教育諸学校における教育の政治的中立の確保に関する臨時措置法第4条）
- 日本安全危害用途目的等特別防衛秘密探知収集煽動罪（日米秘密保護法第5条第3項）
- 日本安全危害用途目的特別防衛秘密漏洩煽動罪（日米秘密保護法第5条第3項）
- 米国安全危害用途目的等米国軍隊機密探知収集煽動罪（日米刑事特別法第7条第2項）
- 米国安全危害用途目的米国軍隊機密漏洩煽動罪（日米刑事特別法第7条第2項）

教唆犯に類似するが、被煽動者が決意を有するに至ったことを必要とせず、煽動行為があればただちに処罰可能な独立共犯である点で異なる。そのため、日本国憲法第21条に規定された表現の自由と衝突する可能性もある。煽動罪に関する判例としては食糧緊急措置令事件や破防法事件がある。